# Lillsjön (Björnlunda socken, Södermanland)
Lillsjön är en sjö i Gnesta kommun i Södermanland och ingår i Trosaåns huvudavrinningsområde.